# ڭ
La letra kaf con tres puntos (ڭ o ݣ) es una letra adicional del alfabeto árabe que representa el sonido "g" o "ng" según la región.

## Uso

### En Marruecos
En árabe marroquí se usa kāf con la adición de tres puntos (ڭ) para representar el sonido /g/, que suena como la palabra española "gato". Este sonido no existe en árabe clásico pero sí en las lenguas bereberes. Aparece sobre todo en nombres propios de origen amazig,  por ejemplo la ciudad de Agadir, أݣادير, o el apellido del futbolista Hicham El Guerrouj, هشام الݣروج. 

No obstante en Argelia y Túnez se usa una qaf normal (ق) o con tres puntos (ڨ) para este mismo sonido, mientras en persa y otras lenguas de Asia se representa usando una kaf con una línea (gaf (گ)). En los países levantinos suelen preferir transcribir este sonido con la letra propiamente árabe ghain (ﻍ) y en Egipto con ǧīm (ج).

Logo de Agadir

### Turco otomano y Asia Central
En el alfabeto turco otomano y en otras lenguas túrquicas la kaf con tres puntos (ݣ) representaba la nasal velar /ŋ/. No obstante este sonido fue desapareciendo del turco otomano, aunque permaneció en otras lenguas túrquicas. Un ejemplo es la palabra دݣز (däŋiz, “mar”), compárese deniz en turco moderno y deñiz en kirguís, turcomano, uigur y dengiz en uzbeko. El alfabeto uniforme túrquico recomienda romanizar este sonido con la letra eñe (ñ).
Entre los idiomas que la usan así figuran:
- Chagatai
- Kazajo
- Kirguís
- Azerbaiyano
- Turco otomano
- Uigur

## Unicode
En unicode aparece dos veces, según la caligrafía árabe y la persa:
- U+0763 ݣ Arabic Letter Keheh with Three Dots Above[1]
- U+06AD ڭ Arabic Letter Ng[2]